# 线纹溪蛇
线纹溪蛇（学名：Smithophis linearis），一种分布于中国云南省西南部和缅甸东北部等地区的爬行动物，隶属于水游蛇科杆蛇属。其种加词“linearis”意为“线状纹的”。模式产地为中国云南德宏傣族景颇族自治州盈江县那邦镇。本种最初被记录为黄腹杆蛇（Smithophis bicolor），2020年研究人员结合形态学数据和cytb线粒体基因序列研究结果，认定为新种。

## 保护
本种于2023年被收录入《有重要生态、科学、社会价值的陆生野生动物名录》。